# Sokrat Džindžolija
Sokrat Džindžolija (abchazsky: Сократ Аџьынџьал (Sokrat Adžindžal), gruzínsky: სოკრატ ჯინჯოლია; nar. 11. prosince 1937) je abchazský politik a bývalý premiér (resp. Předseda rady ministrů) a ministr zahraničí separatistické Abcházie. Premiérem byl po skončení války v Abcházii v letech 1993 až 1994. Byl také prvním předsedou abchazského lidového shromáždění.

## Biografie
Džindžolija, resp. Adžindžal, se narodil v malé východoabchazské vesničce Agubedia tehdejší Abchazské ASSR. Po absolvování střední školy v roce 1956 sloužil až do roku 1959 v Rudé armádě, než byl přeřazen do rezerv. Zatím vystudoval na Suchumském pedagogickém institutu na filologické fakultě ruský jazyk a ruskou literaturu. Začátkem 60. let 20. století začal pracovat v tepelné elektrárně v Tkvarčeli. V roce 1967 nastoupil do veřejné sféry a stal se tajemníkem městského výboru v Tkvarčeli. Mezi lety 1985 až 1988 pracoval v městském výboru Komunistické strany Sovětského svazu, kde byl vedoucím sekce pro agitaci a propagandu. Na léta 1988 až 1992 opustil politiku a věnoval se novinářské činnosti, když dostal místo šéfredaktora novin Tkvarčelský horník (rusky: Ткварчальский горняк).

### Abchazský premiér
V roce 1991 se vrátil do aktivní politiky a byl zvolen jako poslanec do Nejvyšší rady Abchazské ASSR. V době, než v roce 1992 vypukl naplno gruzínsko-abchazský konflikt, byl jmenován náměstkem náčelníka formujících se abchazských ozbrojených sil. V prosinci 1993 se stal premiérem, resp. předsedou rady ministrů separatistické Abcházie. Po skončení války v Abcházii se pak za abchazskou stranu v prosinci 1993 účastnil mírových rozhovorů uspořádaných poprvé od krvavých událostí ze Suchumi ze září toho roku. Setkal se v Ženevě s gruzínskými vyjednavači a se zplnomocněným vůdcem tehdejších gruzínských ozbrojených složek (de facto především polovojenské organizace Mchedrioni) Džabou Joselianim podepsal memorandum o výměně všech válečných zajatců a okamžitém přijetí opatření k návratu uprchlíků. Tyto dohody o uprchlících byly stvrzeny Moskevskou dohodou z dubna 1994 mezi Abcházií, Gruzií, Ruskem a OSN. Dodatkem byly dohody z 15. května 1994 o příměří a oddělení stran konfliktu, podepsané Džindžolijou a Joselianim, s ministrem zahraničí Ruské federace a zástupcem z OSN.
Během svého působení v čele Rady ministrů Abcházie též vedl od prosince 1993 do listopadu 1994 ministerstvo zahraničí.

### Předseda abchazského lidového shromáždění
V listopadu 1994 vešla v platnost nová Ústava Abcházie, zřizující regulérní post premiéra. Džindžolija tak v tomto roce ukončil své působení jako předseda rady ministrů a přesunul se do abchazského lidového shromáždění, kde se stal v roce 1996 jejím předsedou. Ještě před tím na tiskové konferenci prohlásil, že k volbám do Abchazského lidového shromáždění budou připuštěni pouze abchazští občané, momentálně žijící v Abcházii. Poté, co se ujal funkce, vydal s prezidentem Ardzinbou a s ministrem zahraničí Lakerbajou společné prohlášení, v němž Abcházie neuznává sankční politiku Ruska a zároveň odmítá posílení ruských mírových jednotek v oblasti, neboť podle návrhu vyjednaného ruským ministrem zahraničí a potvrzeným gruzínskou vládou mají hlavně asistovat v návratu gruzínských uprchlíků, tedy jdou proti zájmu separatistické Abcházie. V této funkci vydržel dvě volební období, až do roku 2002, kdy opustil lidové shromáždění i politiku poté, co překvapivě neobhájil svůj mandát. V roce 2000 pronesl v abchazském parlamentu výrok: „Jsme nezávislí. Přijali jsme akt o nezávislosti a mezinárodní neuznání nás netrápí.“

### Odchod z politiky
V roce 2004 se ještě účastnil prezidentských voleb v Abcházii, kdy byl ředitelem volebního týmu opozičního kandidáta Sergeje Bagapše. Během politické krize, jež následovala po zveřejnění výsledků, jež hrozila přerůst v nepokoje, měl nově zvolený prezident Abcházie Bagapš ke dni 6. prosince 2004 pronést prezidentskou přísahu, přičemž Džindžolija prozradil agentuře RIA Novosti, že za zajištění bezpečnosti akce zodpovídá ministerstvo vnitra, které již přísahalo Bagapšovi věrnost. K této inauguraci však nedošlo, neboť se volby nakonec opakovaly. Poté politiku nadobro opustil a stal se ředitelem institutu euroasijských studií v Suchumi, jež se kromě výzkumu podílí nemalou měrou na humanitární pomoci, zejména v oblasti nákupu knih a počítačů do škol nebo v pomoci starým lidem. V roce 2006 též vykonal pracovní cestu do Turecka, aby se osobně setkal s představiteli abchazské diaspory, jež v Turecku žije od druhé poloviny 19. století, ve věci jejich možné repatriace do Abcházie, neboť Rusové ten rok plně zpřístupnili hraniční přechod přes řeku Psou.
V roce 2012 byl jedním z účastníků semináře v Picundě s účastníky ženevských mírových rozhovorů (za EU Philip Lefort, za OSN Antti Turunen a za OSCE Pádraig Murphy) z let 1993-1994, kde měli řečníci svým partnerům z mezinárodních organizací vyjasnit názory abchazské strany na statut Abcházie.